# Ganoderma microsporum
Ganoderma microsporum är en svampart som beskrevs av R.S. Hseu 1989. Ganoderma microsporum ingår i släktet Ganoderma och familjen Ganodermataceae.   Inga underarter finns listade i Catalogue of Life.